# Angú
L'angú (Donacobius atricapilla) és una espècie d'ocell, de l'ordre dels passeriformes. És una au conspicu i vocalitzador. Habita pantans i aiguamolls tropicals d'Amèrica del Sud.

## Taxonomia
És l'únic membre del gènere Donacobius. L'assignació a una família és controvertida, i els ornitòlegs discrepen sobre quins són els seus parents més propers. Durant el segle xix va ser col·locat als túrdids (Turdidae), i al XX, es traslladà als mímids (Mimidae). En els anys 1980 i 1990, es va suggerir que es tractava d'un troglodítid (Troglodytidae) i va ser acceptat pel South American Classification Committee (SACC) i la American Ornithologists Union (AOU) i la major part de les autoritats. Més recentment, els organismes i especialistes, segueixen Van Remsen i Keith Barker en les seves conclusions que no es tracta d'un troglodítid, sinó que està relacionat amb un llinatge del Vell Món (probablement d'Àfrica). Més recentment s'ha proposat la creació de la família monotípica dels donacòbids (Donacobiidae). Aquesta proposta és la que figura en la classificació del Congrés Ornitològic Internacional, malgrat que no és acceptada per tots els autors.

## Subespècies
- Donacobius atricapilla atricapilla (Linnaeus, 1766)
- Donacobius atricapilla brachypterus (Madarász, 1913)
- Donacobius atricapilla nigrodorsalis (Traylor, 1948)
- Donacobius atricapilla albovittatus (d'Orbigny & Lafresnaye, 1837)[4]

## Hàbitat i distribució
És comú en una àmplia gamma d'aiguamolls amazònics, incloent-hi llacs, zones riberenques, i altres àrees amb alta densitat de vegetació aquàtica o semi-aquàtica. Una tercera part de l'àrea de distribució de l'espècie es troba fora de la conca de l'Amazones, des de Panamà, nord deColòmbia i occident de Veneçuela, conca del Riu Orinoco de Veneçuela, la costa sud-est i l'interior del Brasil i cap al sud, el Paraguai i extrem septentrional de l'Argentina.

## Reproducció
Les parelles es formen per tota la vida i es poden contemplar a qualsevol hora, sobre la vegetació de ribera. Sovint canten fent duets antifònics. Els fills adults romanen amb llurs pares, a ajudant en la cria dels seus germans en un exemple de cria cooperativa.